# Bambadinca
Bambadinca és una vila i un sector de Guinea Bissau, situat a la regió de Bafatá i a 59 kilòmetres a l'est de Bissau. Té una superfície de 844 kilòmetres quadrats. En 2010 comptava amb una població de 33.225 habitants.